# 维拉·希蒂洛娃
维拉·希蒂洛娃（捷克語：Věra Chytilová，1929年2月2日—2014年3月12日）是一名前卫派捷克电影导演，她著名的作品包括有《雏菊》、《狼之洞》、《活着、活着》、《遗传或者同志滚蛋》。
她出生于捷克斯洛伐克俄斯特拉發，2014年3月12日去世。